# 中黃蝠
中黃蝠（Scotophilus borbonicus）是一種黃蝠，只於馬達加斯加及留尼汪被發現。由於其棲息地被人破壞，中黃蝠被列為瀕危物種。